# Museu Cooper-Hewitt
El Museu Disseny Cooper-Hewitt és un museu dels Estats Units dedicat a la història del disseny i al disseny contemporani. El museu està localitzat a Nova York, a la Cinquena Avinguda i el Carrer 91 Est i forma part de l'Institut Smithsonian. El museu lliura el Premi Nacional del Disseny, en més de deu categories, celebrant el millor del disseny nord-americà.
Fundat el 1897 per Amy, Eleanor, i Sarah Hewitt, netes de l'industrial Peter Cooper, i filles de Abram Stevens Hewitt, alcalde de Nova York en 1887-88, el Museu era al principi la part de la Cooper Union.
L'edifici principal del museu, dissenyat per la signatura arquitectònica Babb, Cook i Willard, era anteriorment la mansió del magnat americà d'acer i el filantrop Andrew Carnegie, que va viure-hi fins a la seva mort el 1919. L'Institut Carnegie va donar la casa i la propietat al Smithsonian en 1972, i el museu s'hi va traslladar el 1976. L'interior va ser dissenyat per la firma arquitectònica, Polshek i Associats, encapçalada per James Polshek el 2001.
El Museu conté més de 250,000 objectes que van des de la Dinastia Han Xina al present, organitzat en quatre departaments curatoriales: Arts aplicades i Disseny Industrial, Dibuixos i Còpies, Tèxtil, i Paper mural. El museu també té una biblioteca de recerca que conté més de 80,000 volums, incloent 7,000 llibres rars. Va estar tancat uns anys per reformes i va reobrir les seves portes el desembre de 2014.